# Мирис земље
Мирис земље је филм из 1978. године снимљен у југословенско-пољској копродукцији сценаристе и редитеља Драгована Јовановића-

## Кратак садржај
Лука се враћа из рата на спаљен кућни праг. Покушава радом да поново пробуди живот који протиче у свакодневним тегобама. Међутим, син бежи од куће и гине од удара грома, једина крава му угине, а жена умире од туге за сином. Лука губи вољу и снагу, одаје се пићу и физички пропада.
Изненада долази накнада за страдање. Среће младу девојку и пуну живота, доживљава са њом љубавни занос и поново добије сина.
И кад све постане пуно живота, а рад опет добија смисао, долази нови рат...

## Улоге
| Глумац             | Улога |
| ------------------ | ----- |
| Казимир Боровиц    | Лука  |
| Неда Спасојевић    |       |
| Ана Красојевић     |       |
| Фердинанд Вујчик   |       |
| Гразина Саполовска |       |
| Џерзи Саган        |       |